# Hadrianstor

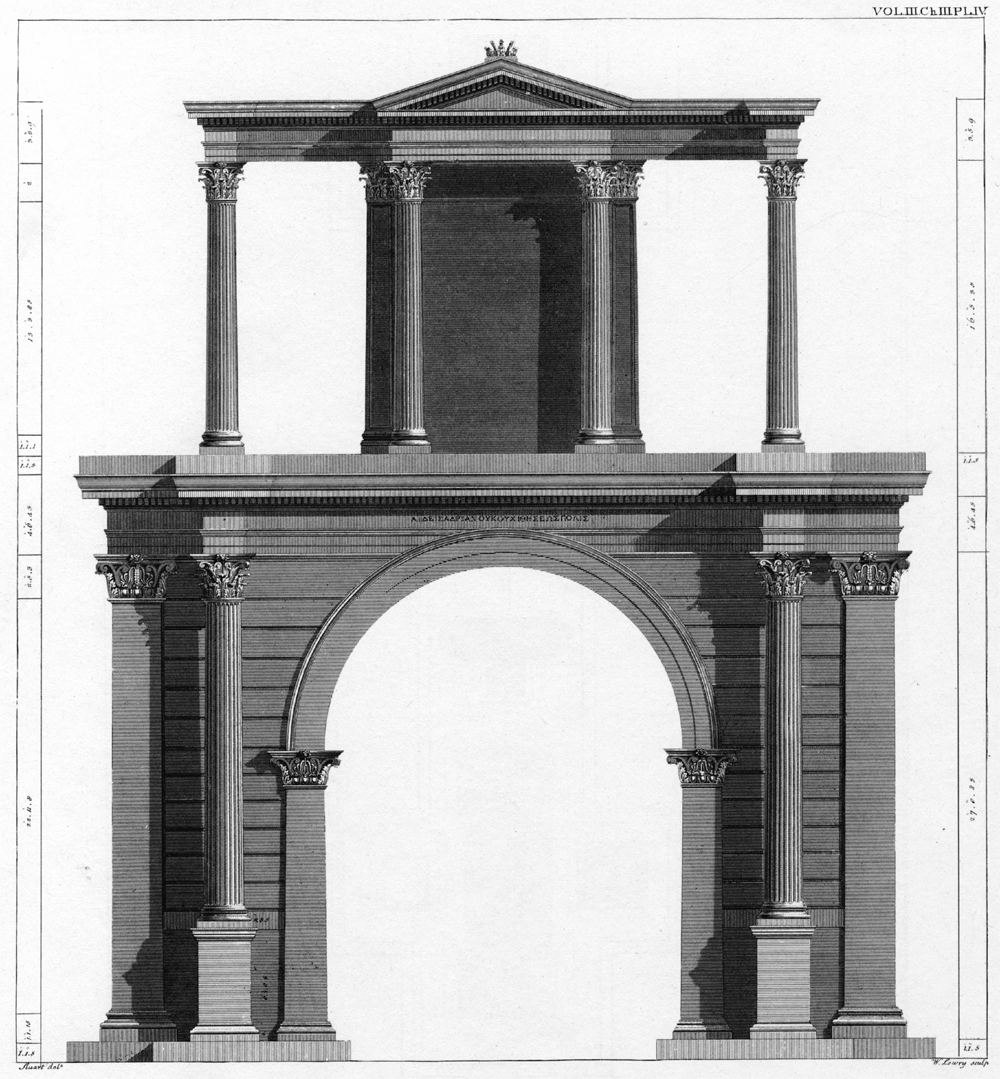
Zeichnung aus dem 18. Jahrhundert (Rekonstruktion)

Das Hadrianstor (griechisch Πύλη του Αδριανού, auch als Hadriansbogen bezeichnet) ist ein antikes Bauwerk in Athen. Es markiert den Eingang zum Athener Olympieion und wurde zu Ehren Hadrians zu dessen Besuch in Athen im Jahr 132 eingeweiht. Streng genommen war es daher einst kein Stadttor, sondern ein Ehrenmonument.
Hadrian hatte die Stadt wesentlich vergrößern und neue Viertel erbauen lassen. Auftraggeber des Tors war der Athener Stadtrat. Der Name des Architekten des Bauwerks ist nicht überliefert. Es gibt zwei Inschriften auf der Seite zur Altstadt: „Dies ist Athen, einst Theseus’ Stadt“ und „Dies ist Hadrians, nicht Theseus’ Stadt“ zu der unter Hadrian errichteten Neustadt hin.
Architektonisch neu war der reine Kulissencharakter des Bauwerks. Über dem römischen Bogen als Sockelbau wurde ein griechischer Architravbau gesetzt. Beide waren korinthischer Ordnung. Der Bau ist 18 m hoch, der Durchgang 6,10 m breit. Das Hadrianstor galt neben Gebäuden wie dem Turm der Winde oder dem Lysikratesmonument als eine der Sehenswürdigkeiten der Stadt in der Antike. Heute führt am Tor die Odos Amalias vorbei.
Aufgrund der Ähnlichkeit wird ein Bauwerk in Ephesos seit 1903 ebenfalls als Hadrianstor bezeichnet.

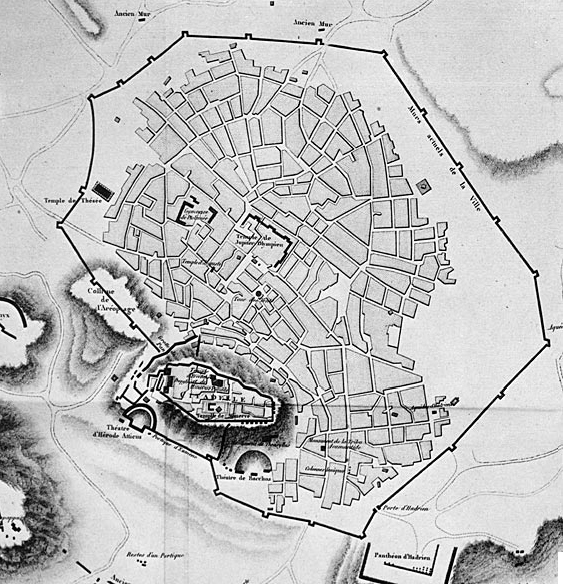
Das Hadrianstor als südöstliches Stadttor bis zum späten 18. Jahrhundert
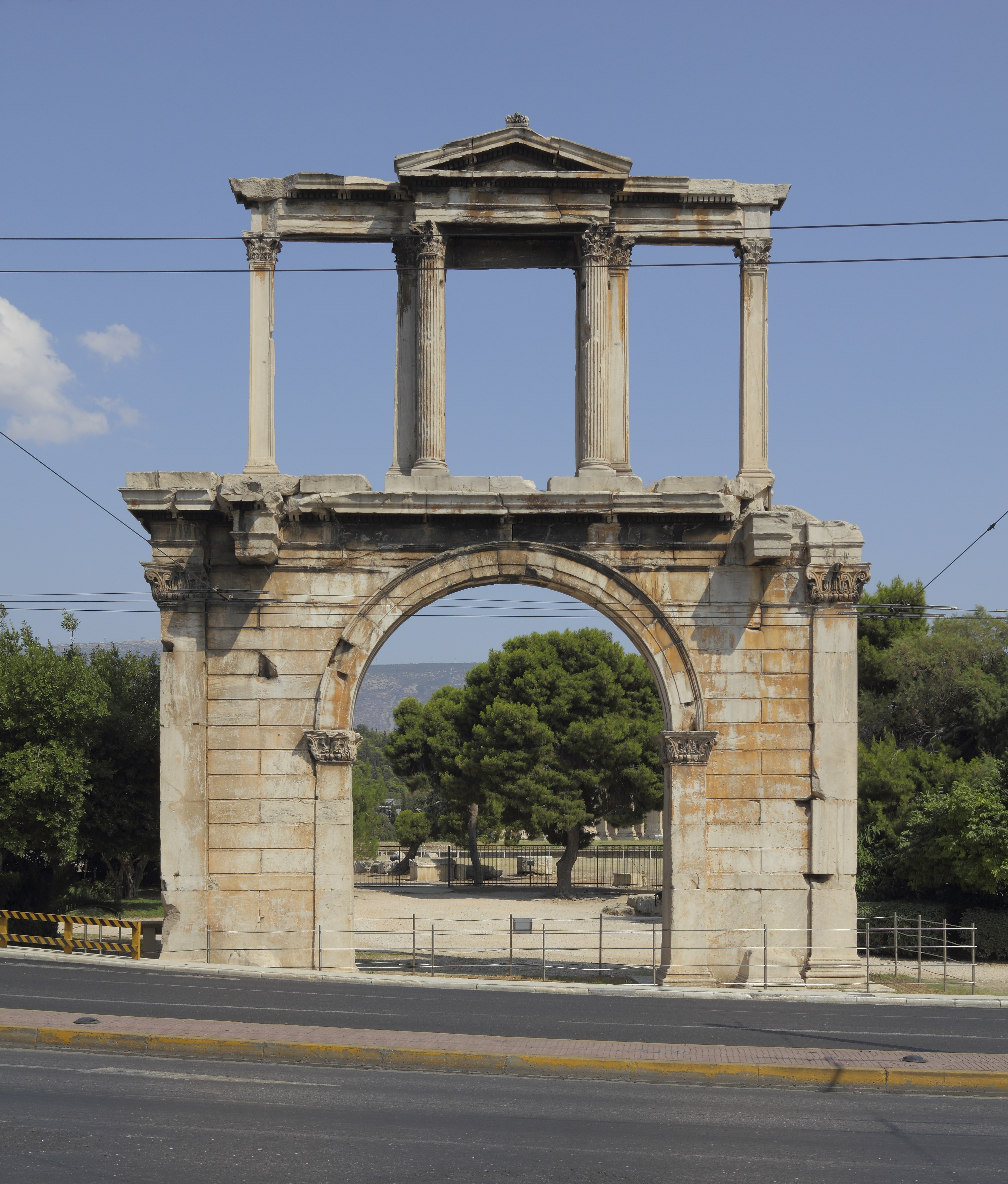
Das Tor heute, Blick nach Süden (stadtauswärts)
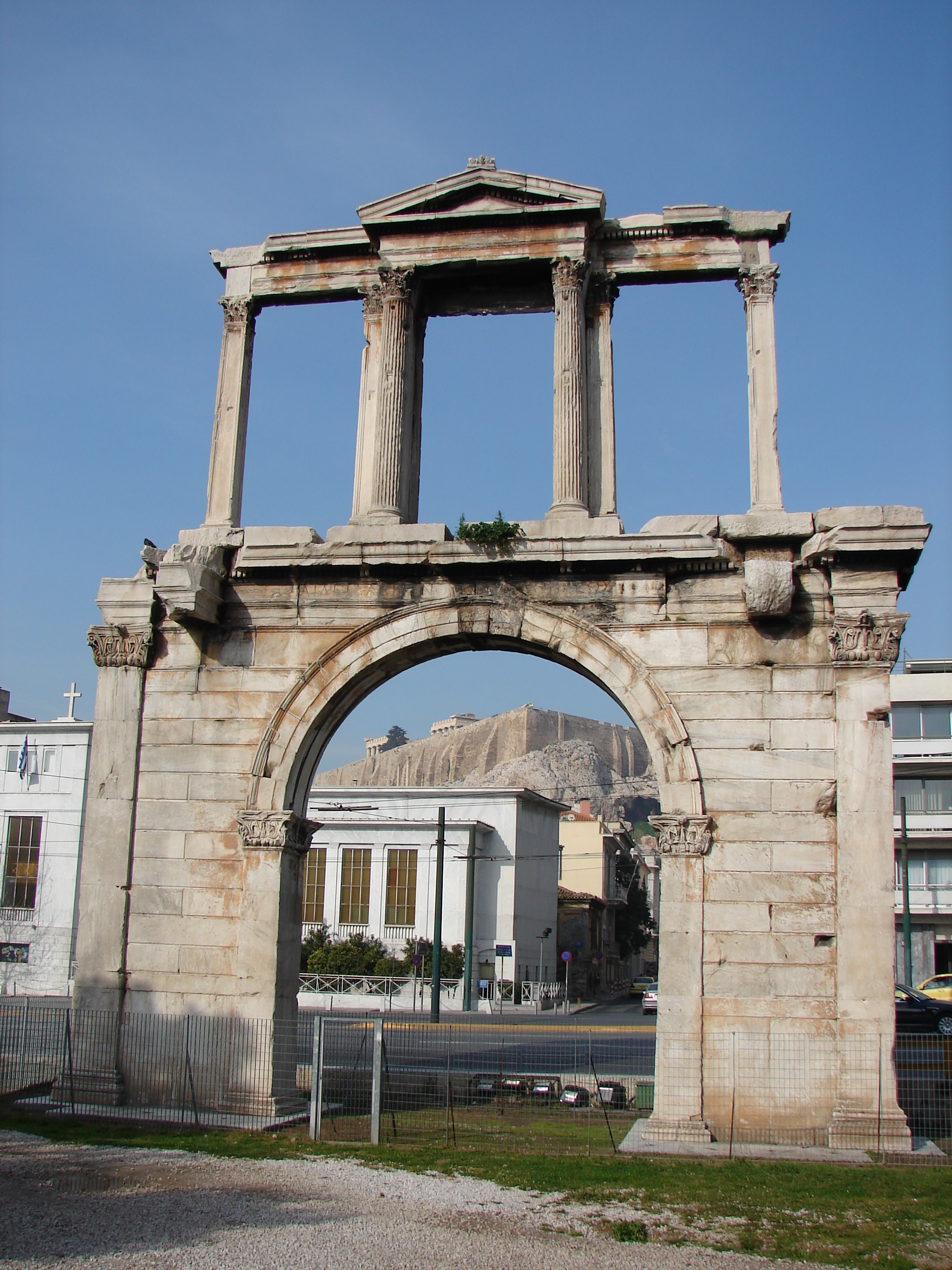
Das Tor heute, Blick nach Norden